# Stazione di Prasco-Cremolino
La stazione di Prasco-Cremolino è una stazione della linea Acqui Terme–Ovada-Genova, tratto meridionale della linea storicamente denominata Asti-Genova, a servizio dei comuni di Prasco e di Cremolino.
La stazione viene classificata dal gestore Rete Ferroviaria Italiana all'interno della categoria bronze.

## Storia
La stazione di Prasco-Cremolino venne attivata il 18 giugno 1893, all'apertura del tronco da Asti a Ovada della ferrovia Asti-Genova.